# Paris Masters 2024 - Qualificazioni singolare
Le qualificazioni del singolare del Paris Masters 2024 sono state un torneo di tennis preliminare per accedere alla fase finale della manifestazione. I vincitori dell'ultimo turno sono entrati di diritto nel tabellone principale. In caso di ritiro di uno o più giocatori aventi diritto a questi sono subentrati i lucky loser, ossia i giocatori che hanno perso nell'ultimo turno ma che avevano una classifica più alta rispetto agli altri partecipanti che avevano comunque perso nel turno finale.

## Teste di serie
1. Pedro Martínez (spostato nel tabellone principale)
2. Shang Juncheng (qualificato)
3. Marcos Giron (qualificato)
4. Lorenzo Sonego (qualificato)
5. Jakub Menšík (ultimo turno, ritirato)
6. Cameron Norrie (primo turno)
7. David Goffin (primo turno)

1. Roberto Carballés Baena (ultimo turno, lucky loser)
2. Fábián Marozsán (primo turno)
3. Miomir Kecmanović (ultimo turno, lucky loser)
4. Aleksandr Ševčenko (primo turno)
5. Alejandro Davidovich Fokina (qualificato)
6. Jaume Munar (primo turno, ritirato)
7. Zizou Bergs (ultimo turno, lucky loser)

## Qualificati
1. Alejandro Davidovich Fokina
2. Shang Juncheng
3. Marcos Giron
4. Lorenzo Sonego

1. Corentin Moutet
2. Quentin Halys
3. Fabio Fognini

### Lucky loser
1. Roberto Carballés Baena
2. Miomir Kecmanović
3. Zizou Bergs

1. Christopher O'Connell
2. Arthur Cazaux

## Tabellone

### Legenda
| - Q = Qualificato - WC = Wild card - LL = Lucky loser | - ALT = Alternate - SE = Special Exempt - PR = Protected Ranking | - w/o = Walkover - r = Ritirato - d = Squalificato |

### Sezione 1
|  | Primo turno | Primo turno                 | Primo turno                 | Primo turno | Primo turno |  |  | Ultimo turno | Ultimo turno                | Ultimo turno | Ultimo turno | Ultimo turno |  |
|  |             |                             |                             |             |             |  |  |              |                             |              |              |              |  |
|  | Alt         | Sumit Nagal                 | Sumit Nagal                 | 4           | 63          |  |  |              |                             |              |              |              |  |
|  |             | Christopher O'Connell       | Christopher O'Connell       | 6           | 7           |  |  |              | Christopher O'Connell       | 3            | 6            | 3            |  |
|  |             | Facundo Díaz Acosta         | Facundo Díaz Acosta         | 3           | 2           |  |  | 12           | Alejandro Davidovich Fokina | 6            | 4            | 6            |  |
|  | 12          | Alejandro Davidovich Fokina | Alejandro Davidovich Fokina | 6           | 6           |  |  |              |                             |              |              |              |  |

### Sezione 2
|  | Primo turno | Primo turno     | Primo turno  | Primo turno | Primo turno |  |  | Ultimo turno | Ultimo turno   | Ultimo turno | Ultimo turno | Ultimo turno |  |
|  |             |                 |              |             |             |  |  |              |                |              |              |              |  |
|  | 2           | Shang Juncheng  | 62           | 7           | 6           |  |  |              |                |              |              |              |  |
|  |             | James Duckworth | 7            | 65          | 4           |  |  | 2            | Shang Juncheng | 6            | 3            | 7            |  |
|  | WC          | Harold Mayot    | Harold Mayot | 64          | 4           |  |  | 14           | Zizou Bergs    | 4            | 6            | 62           |  |
|  | 14          | Zizou Bergs     | Zizou Bergs  | 7           | 6           |  |  |              |                |              |              |              |  |

### Sezione 3
|  | Primo turno | Primo turno       | Primo turno       | Primo turno | Primo turno |  |  | Ultimo turno | Ultimo turno      | Ultimo turno | Ultimo turno | Ultimo turno |  |
|  |             |                   |                   |             |             |  |  |              |                   |              |              |              |  |
|  | 3           | Marcos Giron      | Marcos Giron      | 6           | 6           |  |  |              |                   |              |              |              |  |
|  | WC          | Hugo Gaston       | Hugo Gaston       | 2           | 2           |  |  | 3            | Marcos Giron      | 610          | 7            | 6            |  |
|  |             | Pavel Kotov       | Pavel Kotov       | 4           | 3           |  |  | 10           | Miomir Kecmanović | 7            | 62           | 3            |  |
|  | 10          | Miomir Kecmanović | Miomir Kecmanović | 6           | 6           |  |  |              |                   |              |              |              |  |

### Sezione 4
|  | Primo turno | Primo turno             | Primo turno             | Primo turno | Primo turno |  |  | Ultimo turno | Ultimo turno            | Ultimo turno            | Ultimo turno | Ultimo turno |  |
|  |             |                         |                         |             |             |  |  |              |                         |                         |              |              |  |
|  | 4           | Lorenzo Sonego          | 6                       | 5           | 7           |  |  |              |                         |                         |              |              |  |
|  |             | Botic van de Zandschulp | 3                       | 7           | 5           |  |  | 4            | Lorenzo Sonego          | Lorenzo Sonego          | 6            | 7            |  |
|  |             | Alexandre Müller        | Alexandre Müller        | 4           | 5           |  |  | 8            | Roberto Carballés Baena | Roberto Carballés Baena | 3            | 64           |  |
|  | 8           | Roberto Carballés Baena | Roberto Carballés Baena | 6           | 7           |  |  |              |                         |                         |              |              |  |

### Sezione 5
|  | Primo turno | Primo turno     | Primo turno     | Primo turno | Primo turno |  |  | Ultimo turno | Ultimo turno    | Ultimo turno    | Ultimo turno | Ultimo turno |  |
|  |             |                 |                 |             |             |  |  |              |                 |                 |              |              |  |
|  | 5           | Jakub Menšík    | 7               | 1           | 6           |  |  |              |                 |                 |              |              |  |
|  |             | Dušan Lajović   | 64              | 6           | 4           |  |  | 5            | Jakub Menšík    | Jakub Menšík    | 63           | r            |  |
|  |             | Corentin Moutet | Corentin Moutet | 7           |             |  |  |              | Corentin Moutet | Corentin Moutet | 7            |              |  |
|  | 13          | Jaume Munar     | Jaume Munar     | 5           | r           |  |  |              |                 |                 |              |              |  |

### Sezione 6
|  | Primo turno | Primo turno        | Primo turno        | Primo turno | Primo turno |  |  | Ultimo turno | Ultimo turno   | Ultimo turno | Ultimo turno | Ultimo turno |  |
|  |             |                    |                    |             |             |  |  |              |                |              |              |              |  |
|  | 6           | Cameron Norrie     | Cameron Norrie     | 3           | 4           |  |  |              |                |              |              |              |  |
|  | WC          | Quentin Halys      | Quentin Halys      | 6           | 6           |  |  | WC           | Quentin Halys  | 3            | 7            | 6            |  |
|  |             | Bu Yunchaokete     | Bu Yunchaokete     | 6           | 7           |  |  |              | Bu Yunchaokete | 6            | 64           | 3            |  |
|  | 11          | Aleksandr Ševčenko | Aleksandr Ševčenko | 4           | 65          |  |  |              |                |              |              |              |  |

### Sezione 7
|  | Primo turno | Primo turno     | Primo turno     | Primo turno | Primo turno |  |  | Ultimo turno | Ultimo turno  | Ultimo turno | Ultimo turno | Ultimo turno |  |
|  |             |                 |                 |             |             |  |  |              |               |              |              |              |  |
|  | 7           | David Goffin    | 1               | 7           | 1           |  |  |              |               |              |              |              |  |
|  | WC          | Arthur Cazaux   | 6               | 65          | 6           |  |  | WC           | Arthur Cazaux | 64           | 6            | 2            |  |
|  | Alt         | Fabio Fognini   | Fabio Fognini   | 6           | 6           |  |  | Alt          | Fabio Fognini | 7            | 4            | 6            |  |
|  | 9           | Fábián Marozsán | Fábián Marozsán | 3           | 4           |  |  |              |               |              |              |              |  |